# Foksingkot
Foksingkot (nepalski: फोक्सिङकोत) – gaun wikas samiti w zachodniej części Nepalu w strefie Lumbini w dystrykcie Palpa. Według nepalskiego spisu powszechnego z 2001 roku liczył on 847 gospodarstw domowych i 4900 mieszkańców (2714 kobiet i 2186 mężczyzn).